# Jan Maria od Krzyża Marian García Méndez
Jan Maria od Krzyża Marian García Méndez SCJ, (hiszp.) Mariano Juan María de la Cruz García Méndez (ur. 25 września 1891 w San Esteban de los Patos w prowincji Awilla, zm. 23 sierpnia 1936 w Silla pod Walencją) – błogosławiony Kościoła katolickiego, ofiara prześladowań antykatolickich okresu hiszpańskiej wojny domowej, prezbiter, sercanin.

## Życiorys
Do seminarium duchownego w Ávila wstąpił w wieku dwunastu lat. Sakrament święceń przyjął 18 marca 1916 r. z rąk bp Gioacchino Beltrana. Do pierwszej posługi skierowany został jako administrator parafii w Hernansancho. Apostolat realizował krzewiąc wśród wiernych kult Matki Bożej i aktywne uczestnictwo w Eucharystii. Ze względu na swoje zaangażowanie określany przez parafian „świętym kapłanem”, ksiądz zdecydował się na wstąpienie do zakonu. Zgodę biskupa uzyskał w 1922 r. i wtedy wstąpił do nowicjatu w Larrea Amorebieta (prowincja Vizcaya). Choroba przerwała pobyt w karmelu, a trzy lata później, po powrocie do zdrowia wstąpił do sercanów i złożył profesję zakonną przyjmując imię Jan Maria od Krzyża. Po dwóch latach wysłany został do Puente la Reina w prowincji Nawarra, gdzie pracował w szkole apostolskiej prowadząc działania na rzecz osób poszukujących powołania do duszpasterstwa. W okresie prześladowań Kościoła, które nastąpiło po wybuchu hiszpańskiej wojny domowej, za namową przyjaciół udał się do Walencji. 23 lipca 1936 r. znalazł się przy kościele Los Santos Juanes (Jana Chrzciciela) w czasie gdy był podpalany przez milicję i otwarcie potępił niszczenie świątyni. Milicjanci aresztowali protestującego i wtrącili do więzienia. W obliczu śmierci ostatnimi słowy Jana Marii od Krzyża był okrzyk:

Viva Cristo Rey!

Rozstrzelano go po miesiącu, 23 sierpnia w Silla.
Translacji relikwii do Puente la Reina dokonano w 1940 r. Po zakończeniu procesu informacyjnego o męczeństwie, toczącego się w latach 1959–1960 w Walencji beatyfikowany w grupie Józefa Aparicio Sanza i 232 towarzyszy, 11 marca 2001 r. przez papieża Jana Pawła II.
W Kościele katolickim błogosławiony Jan Maria od Krzyża Marian García Méndez wspominany jest w dzienną rocznicę śmierci.